# Médaille pour la prise de Königsberg

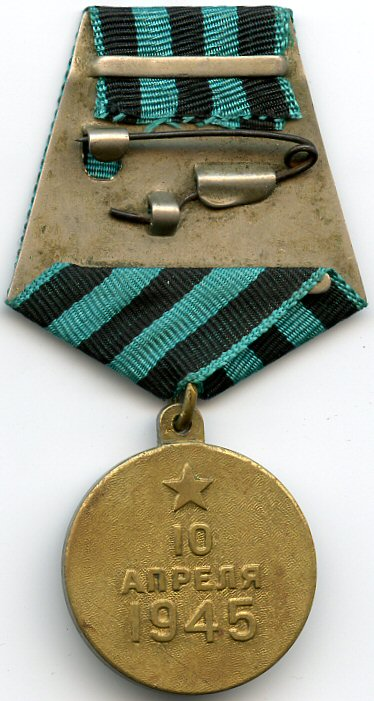
Revers de la médaille pour la prise de Königsberg

La Médaille pour la prise de Königsberg (en russe : Медаль За взятие Кёнигсберга) est une médaille commémorative des campagnes de l'Union soviétique durant la Seconde Guerre mondiale. Elle fut créée le 9 juin 1945, par décret du Præsidium du Soviet suprême de l'URSS, pour satisfaire à la demande du Commissariat du peuple à la défense de l'Union soviétique de récompenser les participants à la bataille de Königsberg, victoire soviétique et défaite pour l'Allemagne nazie. Le statut de la médaille a été modifié le 18 juillet 1980 par décret du Présidium du Soviet suprême de l'URSS n° 2523-X.